# Вундертім

«Вундертім» на чемпіонаті світу з футболу 1934 року.

Вундертім (нім. Wunderteam — Диво-команда) — назва легендарної збірної Австрії з футболу 1930-х років. Очолював команду австрійський тренер Хуго Майсль. У 14 матчах, зіграних з квітня 1931 року по грудень 1932 року команда не зазнала жодної поразки.
Прізвисько «Вундертім» вперше з'явилося в заголовках німецьких газет в 1931 році, коли в Берліні з рахунком 6:0 була обіграна збірна Німеччини.
Стиль гри «Вундертім» базувався на принципах шотландської футбольної школи, які полягали у швидкій грі в пас, запровадженій раніше англійцем Джиммі Гоганом. Лінію атаки доповнювали крайні півзахисники і центральний атакуючий півзахисник. Маттіас Сінделар, Йозеф Смістік і Вальтер Науш склали основу команди, яка домінувала в європейському футболі. Маттіас Сінделар, якого називали «Паперовий чоловічок», через його тендітну статуру, був головною зіркою тієї команди. Капітанську пов'язку частіше всього носив лівий захисник Йозеф Блум.

## Історія

### Сходження до слави і успіху
На початку 1930-х футбольна збірна Австрії була найвидатнішою командою Європи. До чемпіонату світу 1934 року австрійці підійшли явними фаворитами. Вони вщент розбили багатьох своїх суперників, включаючи більш ніж упевнені перемоги: 5:0 та 6:0 над збірною Німеччини, 6:0 з командою Швейцарії а також розгром 8:2, вчинений збірній Угорщини. Крім цього австрійці стали переможцями Центральноєвропейського кубка (попередника чемпіонатів Європи УЄФА), перемігши в 1932 році збірну Італії з рахунком 4:2. Цей кубок став єдиним завойованим «Вундертім» трофеєм. Згодом її футболісти також стали володарями срібних медалей літньої Олімпіади 1936 року.

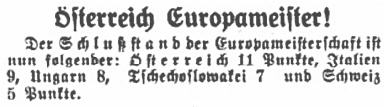
Заголовок австрійської щоденної преси 1932 року про перемогу на Центральноєвропейському кубку.

### Чемпіонат світу 1934 року
Австрійці їхали на світову першість 1934 року одними з головних фаворитів. У чвертьфіналі вони здолали збірну Угорщини, яка тільки-тільки набирала силу (через чотири роки угорці стануть фіналістами чемпіонату світу 1938 року). Як і не менш знаменита «Золота команда» 20 років потому, збірна Австрії не змогла взяти Кубок світу, незважаючи на чудову гру. У півфіналі турніру австрійці поступилися майбутнім чемпіонам, збірній Італії, матч проходив у поганих погодних умовах, що ускладнювало переміщення м'яча по полю. Єдиний гол був забитий в результаті помилки австрійського воротаря Петер Пляцер, який не зміг утримати мокрий м'яч, що відскочив від нього, і потім в зіткненні з італійським гравцем перетнув лінію воріт з м'ячем у руках. Рефері цього матчу Іван Еклінд був підданий критиці за упереджене суддівство на користь господарів чемпіонату, особливо після того, як він потім судив і фінальний матч, також виграний італійцями. У грі за третє місце австрійці програли збірній Німеччини і стали на мундіалі лише четвертими.

### Кінець команди
Смерть Гуго Майсля в 1937 році стала початком занепаду великої команди. Австрія кваліфікувалася на чемпіонат світу 1938 року, однак вибула з турніру у зв'язку з анексією гітлерівською Німеччиною Австрії в березні 1938 року шляхом т. зв. «аншлюсу». Німецькі власті зажадали, щоб гравці з «батьківщини фюрера» продовжили виступи вже у збірну Німеччини, наказавши тренеру Зеппу Гербергеру негайно змінити стартовий склад. Кілька австрійських футболістів увійшли в об'єднану команду, але та не виправдала очікувань, вибувши зі змагань вже в першому раунді. Виступ на цьому мундіалі став для німецької збірної найгіршим за всю історію. Лідер «Вундертім» Маттіас Сінделар, який відмовився виступати у збірній Німеччини (йому до того часу вже виповнилось 35 років), 22 січня 1939 року був знайдений мертвим у своїй квартирі разом зі своєю подругою. За офіційним висновком, смерть настала в результаті отруєння чадним газом, проте різні версії події продовжують висуватися досі.

## Ігри «Вундертім» з 1931 по 1933 рр
| Дата              | Місце     | Суперник       | Рахунок | Автори голів                                    | Статус гри       |
| ----------------- | --------- | -------------- | ------- | ----------------------------------------------- | ---------------- |
| 16 травня 1931    | Відень    | Шотландія      | 5:0     | Шалль, Цишек (2), Фоґль, Сінделар               | Товариський матч |
| 24 травня 1931    | Берлін    | Німеччина      | 6:0     | Шалль (3), Фоґль, Цишек, Гшвайдль               | Товариський матч |
| 16 червня 1931    | Відень    | Швейцарія      | 2:0     | Гшвайдль, Шалль                                 | КЦЄ              |
| 13 вересня 1931   | Відень    | Німеччина      | 5:0     | Сінделар (3), Гшвайдль, Шалль                   | Товариський матч |
| 4 жовтня 1931     | Будапешт  | Угорщина       | 2:2     | Цишек (2)                                       | КЦЄ              |
| 29 листопада 1931 | Базель    | Швейцарія      | 8:1     | Шалль (3), Гшвайдль (2), Сінделар, Фоґль, Цишек | КЦЄ              |
| 20 березня 1932   | Відень    | Італія         | 2:1     | Сінделар (2)                                    | КЦЄ              |
| 24 квітня 1932    | Відень    | Угорщина       | 8:2     | Сінделар (3), Шалль (4), Гшвайдль               | Товариський матч |
| 22 травня 1932    | Прага     | Чехословаччина | 1:1     | Сінделар                                        | КЦЄ              |
| 17 липня 1932     | Стокгольм | Швеція         | 4:3     | Фоґль, Сінделар, Вайтц, Мольцер                 | Товариський матч |
| 2 жовтня 1932     | Будапешт  | Угорщина       | 3:2     | Борсаньи (автогол), Мюллер, Браун               | Товариський матч |
| 23 жовтня 1932    | Відень    | Швейцарія      | 3:1     | Мюллер, Шалль (2)                               | КЦЄ              |
| 7 грудня 1932     | Лондон    | Англія         | 3:4     | Цишек (2), Сінделар                             | Товариський матч |
| 11 грудня 1932    | Брюссель  | Бельгія        | 6:1     | Цишек, Везелик, Шалль (4)                       | Товариський матч |
| 12 лютого 1933    | Париж     | Франція        | 4:0     | Сінделар, Везелик, Фоґль, Цишек                 | Товариський матч |

## Вплив на «тотальний футбол»
Австрійська «Вундертім» деякими вважається першою в світі футбольною командою, яка грала в «тотальний футбол». І не є простим збігом те, що саме Ернст Гаппель, талановитий австрійський футболіст 1940-х і 1950-х пізніше став тренером тієї самої збірної Нідерландів кінця 1960-х і початку 1970-х. Він впроваджував комбінаційний стиль гри в клубах АДО і «Феєнорд», а потім керував голландською національною командою на першості світу 1978 року, де та фінішувала на другому місці, вдруге поспіль.